# Łowczów
Łowczów – wieś w Polsce położona w województwie małopolskim, w powiecie tarnowskim, w gminie Tuchów. Pod względem geograficznym znajduje się na Pogórzu Ciężkowickim w dolinie rzeki Biała.
Według danych z 2011 roku wieś liczy 470 mieszkańców.

## Położenie geograficzne
Łowczów jest najmniejszą wsią w gminie, położoną w odległości około 5 km od jej siedziby – Tuchowa. Leży na Pogórzu Ciężkowickim, w dolinie rzeki Biała, która od północy stanowi naturalną granicę z Piotrkowicami. Od wschodu i południa graniczy z Buchcicami, a od zachodu z Łowczówkiem. Wieś zajmuje obszar 3,05 km². Rzeźba terenu jest urozmaicona. Większą część wsi stanowią wzgórza. Jedynie nad Białą występuje pas płaskiego terenu. Takie ukształtowanie terenu znacznie utrudnia komunikację. Budownictwo rozproszone jest na wzniesieniach, które w naturalny sposób chronią zabudowania przed wylewami rzeki. Na obszarze wsi przeważają gleby średnio urodzajne, kwaśne, brunatne i bielicowe, w pasie nadrzecznym występują żyźniejsze mady.

## Części wsi
| SIMC    | Nazwa     | Rodzaj    |
| ------- | --------- | --------- |
| 0834225 | Brzezinki | część wsi |
| 0834231 | Kamieniec | część wsi |
| 0834248 | Nowakówka | część wsi |
| 0834254 | Pękalówka | część wsi |
| 0834260 | Wachlówka | część wsi |
| 0834277 | Włodkówka | część wsi |

## Fauna i flora
Drzewostan stanowi głównie buk, świerk, jodła, rzadziej - sosna, modrzew, brzoza i inne gatunki. Z krzewów spotyka się najczęściej leszczynę, bez czarny, jeżynę, malinę, głóg i tarninę.
Spośród zwierząt występują sarny, zające, lisy i ptaki: bażanty, kuropatwy oraz ptactwo pospolite: wrony, gawrony, sroki, kawki, wróble, szpaki i inne.

## Historia

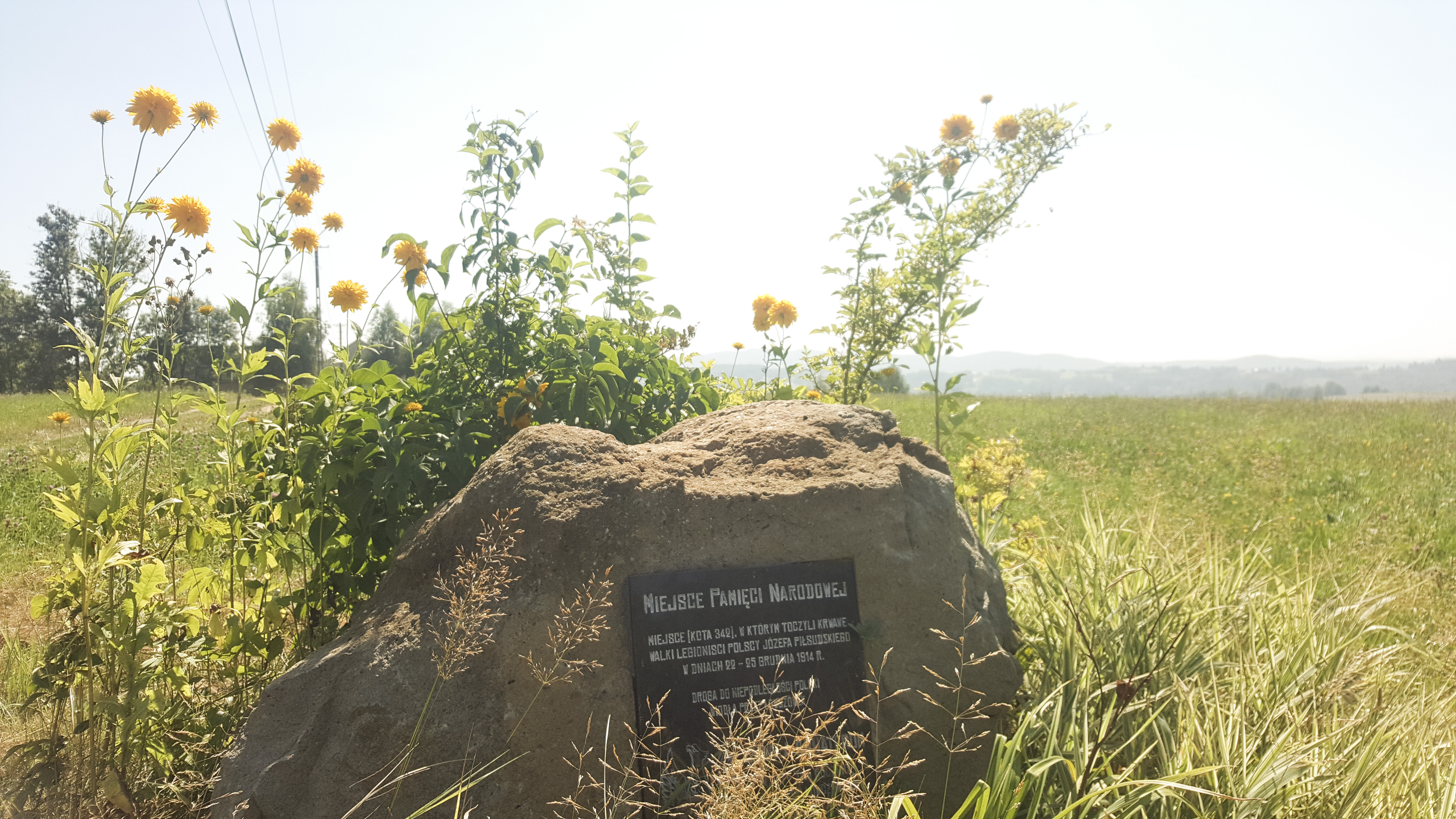
Głaz na wzgórzu (kota 342) w Łowczowie, upamiętniający jedno z miejsc bitwy pod Łowczówkiem

Jednym z pierwszych dowodów istnienia osadnictwa na tym terenie jest datowany na 1105 rok dokument legata papieskiego - Idziego. Aktem tym legat zatwierdza darowiznę królowej Judyty, drugiej żony Władysława Hermana, na rzecz benedyktynów z Tyńca licznych dóbr, w tym istniejących już od co najmniej połowy XI wieku m.in. Tuchowa, Lubaszowej, Mesznej. Nie wymienia się w tym dokumencie Łowczowa, chociaż Stefan Mateszew pisze (Osadnictwo i stosunki własnościowe w regionie tarnowskim do końca XVI wieku): Do tych najstarszych osad dodać trzeba Tarnów, a ponadto wsie służebne Bobrowniki, Łowczów, Łowczówek. Również Krzysztof Łowczowski w swych opracowaniach: Herb dla gminy i Rodowód Łowczowskich pisze o początkach Łowczowa i Łowczówka. Na podstawie zebranych materiałów twierdzi, że w XII wieku Dobek herbu Gryf był łowczym królewskim w Łowczowie Dużym (obecnie Łowczów) i mieszkał w swojej wsi – Łowczowie Małym (obecnie Łowczówek). Tę funkcję ród Dobka herbu Gryf pełnił do roku 1470, kiedy to zadanie przejął nowy właściciel – Wielogłowski herbu Starykoń.
Można zatem przyjąć, że w owym czasie Łowczów i Łowczówek były osadami zamieszkiwanymi przez łowców książęcych polujących w okolicznych lasach. Tezę tę zdaje się potwierdzać dzierżawczy charakter ich nazw: Łowczów Duży lub Wielki – osada większa, zarządzana przez urzędnika dworskiego, zobowiązana do dostarczania na dwór mięsa i skór ze złowionej zwierzyny. Łowczów Mały – osada mniejsza, należąca do łowczego zarządzającego dobrami książęcymi.
Powstaniu i rozwojowi Łowczowa sprzyjało również położenie na szlaku handlowym prowadzącym z Tarnowa, przez Tuchów, na Węgry.

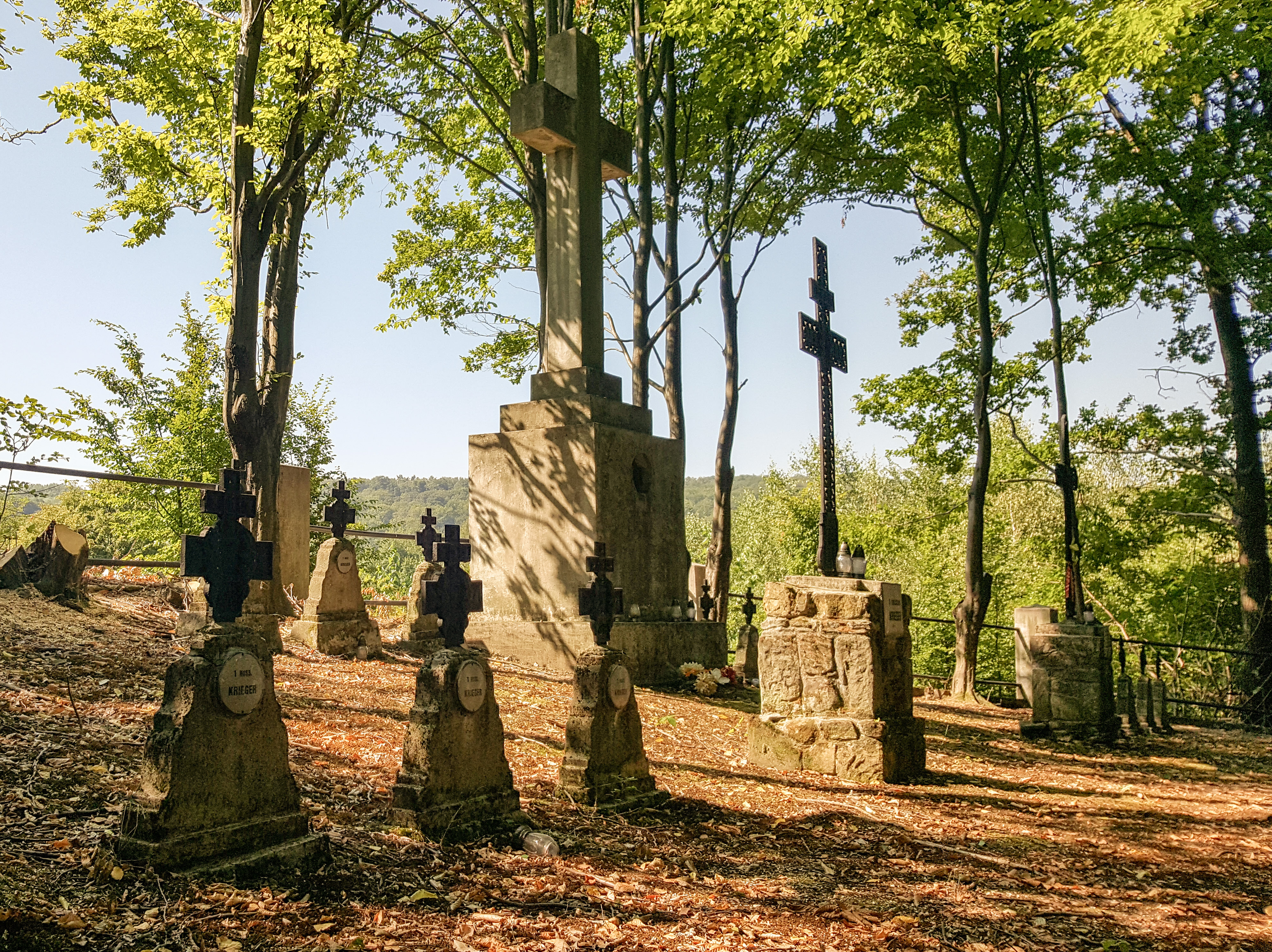
Cmentarz wojenny nr 170

Dostarczając żywność mieszkańcy wsi uczestniczyli m.in. w przygotowaniach do bitwy pod Grunwaldem, wzięli także udział w samej bitwie. W skład chorągwi braci i rycerzy rodu Gryfów, którą dowodził wójt tuchowski Zygmunt z Bobowej, wchodziła drużyna Jana Dobka herbu Gryf Łowczowski. Znaleźli się w niej kmiecie z Łowczowa, Łowczówka, Pleśnej, Woźnicznej, Rychwałdu i Świebodzina. Chorągiew Gryfitów wyróżniła się w czasie oblężenia Malborka. Kiedy Krzyżacy zorganizowali wypad, by zniszczyć polskie działa, Gryfici w zażartej walce odparli napastników, wielu z nich zabijając lub biorąc do niewoli.
W XV wieku dokonały się zmiany w sieci parafialnej w regionie. W 1470 roku z parafii tuchowskiej zostaje wydzielona odrębna jednostka w Piotrkowicach, do której od samego początku należy Łowczów. W tym samym czasie we wsi, w pobliżu obecnego mostu na Białej, stał drewniany kościół pw. św. św. Jana Chrzciciela i Jana Ewangelisty. Pierwsza wzmianka o nim zawarta jest w dekrecie powizytacyjnym parafii w Piotrkowicach z 1596 roku.
Na rozwój regionu wpływ miała poprawa stanu komunikacji. W latach 1873 –1876 wybudowano i oddano do użytku linię kolejową Tarnów - Leluchów. Przebiegała ona także przez Łowczów, gdzie był przystanek kolejowy Łowczów, dzięki czemu mieszkańcy uzyskali połączenie z Tarnowem i innymi ważniejszymi miastami.
Do historii Polski na trwałe wpisała się bitwa pod Łowczówkiem, stoczona w dniach 22–25 grudnia 1914 roku przez I Brygadę Legionów, walczącą po stronie Austro-Węgier z Rosjanami  Działania wojenne toczyły się również na terenie Łowczowa (w budynku przystanku kolejowego w Łowczowie mieścił się sztab Benderskiego Pułku Piechoty).
W latach 1954–1961 wieś należała i była siedzibą władz gromady Łowczów, po jej zniesieniu w gromadzie Tuchów. W latach 1975–1998 miejscowość administracyjnie należała do województwa tarnowskiego.

## Demografia
Według Narodowego Spisu Powszechnego Ludności i Mieszkań z 2011 roku liczba ludności we wsi Łowczów to 470, z czego 51,5% mieszkańców stanowią kobiety, a 48,5% mężczyźni.
Miejscowość zamieszkuje 2,6% mieszkańców gminy. W latach 1998–2011 liczba mieszkańców wzrosła o 7,3%. Współczynnik feminizacji we wsi wynosi 106 i jest porównywalny do współczynnika feminizacji dla województwa małopolskiego oraz porównywalny do współczynnika dla całej Polski.
60,0% mieszkańców wsi Łowczów jest w wieku produkcyjnym, 21,1% w wieku przedprodukcyjnym, a 18,9% mieszkańców jest w wieku poprodukcyjnym. Na 100 osób w wieku produkcyjnym przypada we wsi Łowczów 66,7 osób w wieku nieprodukcyjnym.

## Edukacja

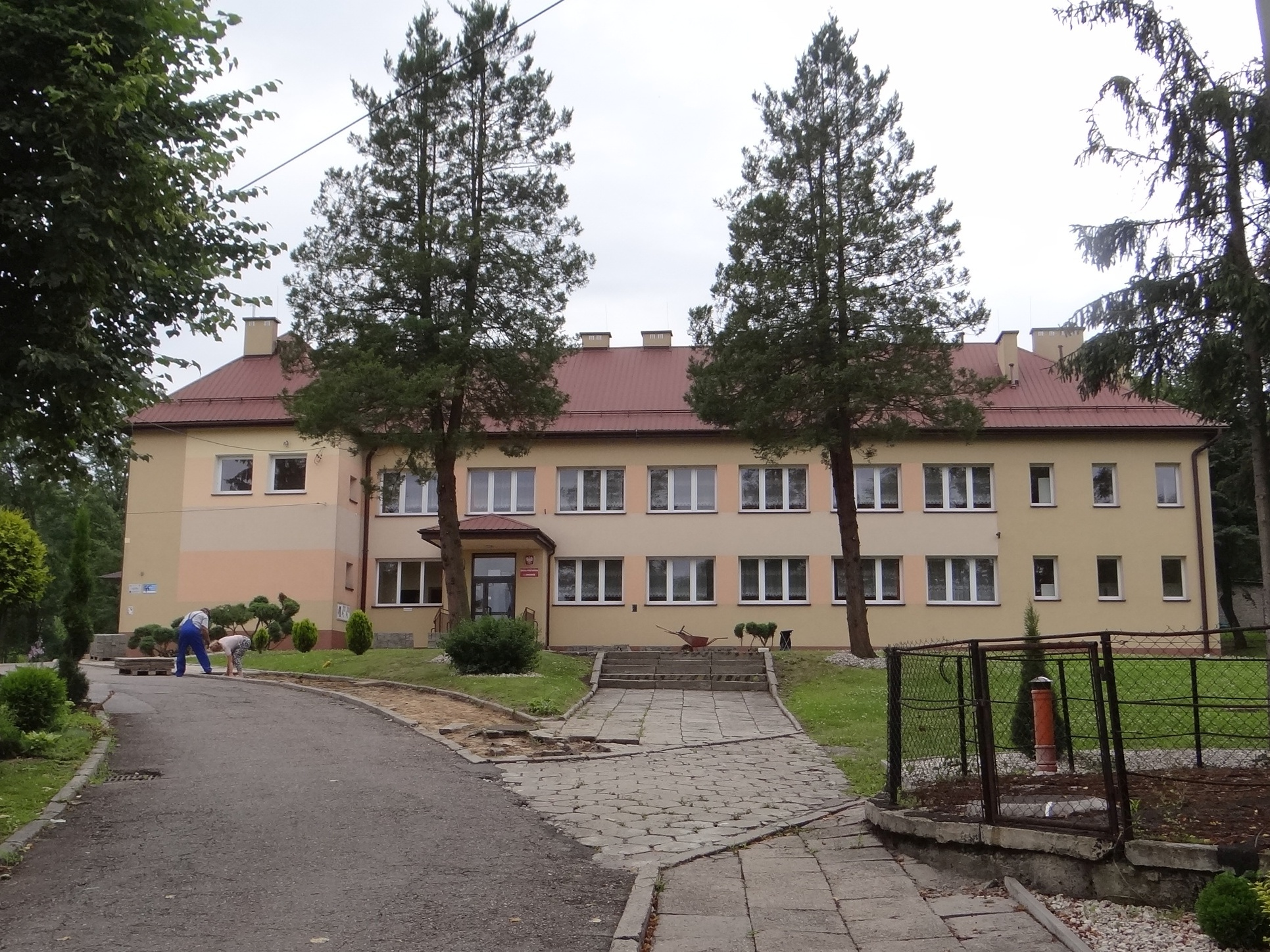
Szkoła Podstawowa w Łowczowie

Tuż po wyzwoleniu Urząd Ziemski w Tarnowie aktem nr 3778 przekazał 2 ha ziemi, dom mieszkalny i budynki gospodarcze na rzecz mającej powstać szkoły. 17 lipca 1945 roku budynek poświęcono, a 1 września szkoła rozpoczęła swoją działalność. Warunki nauczania ze względu na ciasnotę w użytkowanym budynku były niezwykle trudne. Dlatego też już w 1958 roku zawiązany został Społeczny Komitet Budowy Szkoły. w 1961 roku zakupiono działkę pod planowany obiekt. W latach 1968–1971 została zbudowana, jako inwestycja budżetowa, nowa szkoła, której uroczystego otwarcia dokonano 22 sierpnia 1971 roku. W późniejszych latach budynek przechodził jeszcze kilka remontów, dzięki którym jest obecnie jednym z najładniejszych obiektów szkolnych w gminie. Od 23 września 2017 roku Szkoła Podstawowa w Łowczowie nosi imię bł. o. Jerzego Popiełuszki.

## Ochotnicza Straż Pożarna
25 kwietnia 1952 roku podczas spotkania założycielskiego powołano do życia Ochotniczą Straż Pożarną w Łowczowie. Organizacja nie posiadała na początku własnego lokalu. Pierwszy sprzęt zakupiony został ze składek członkowskich i zmagazynowany w domu prezesa. Z każdym rokiem, dzięki zapobiegliwości działaczy, przybywało go. Na zebraniu wiejskim w 1968 roku powzięto inicjatywę budowy remizy, którą oddano do użytku 16 lipca 1978 roku. Remiza, podobnie jak szkoła, jest ważnym ośrodkiem życia wiejskiego spajającym lokalną społeczność.

## Cmentarze wojenne z okresu I wojny światowej

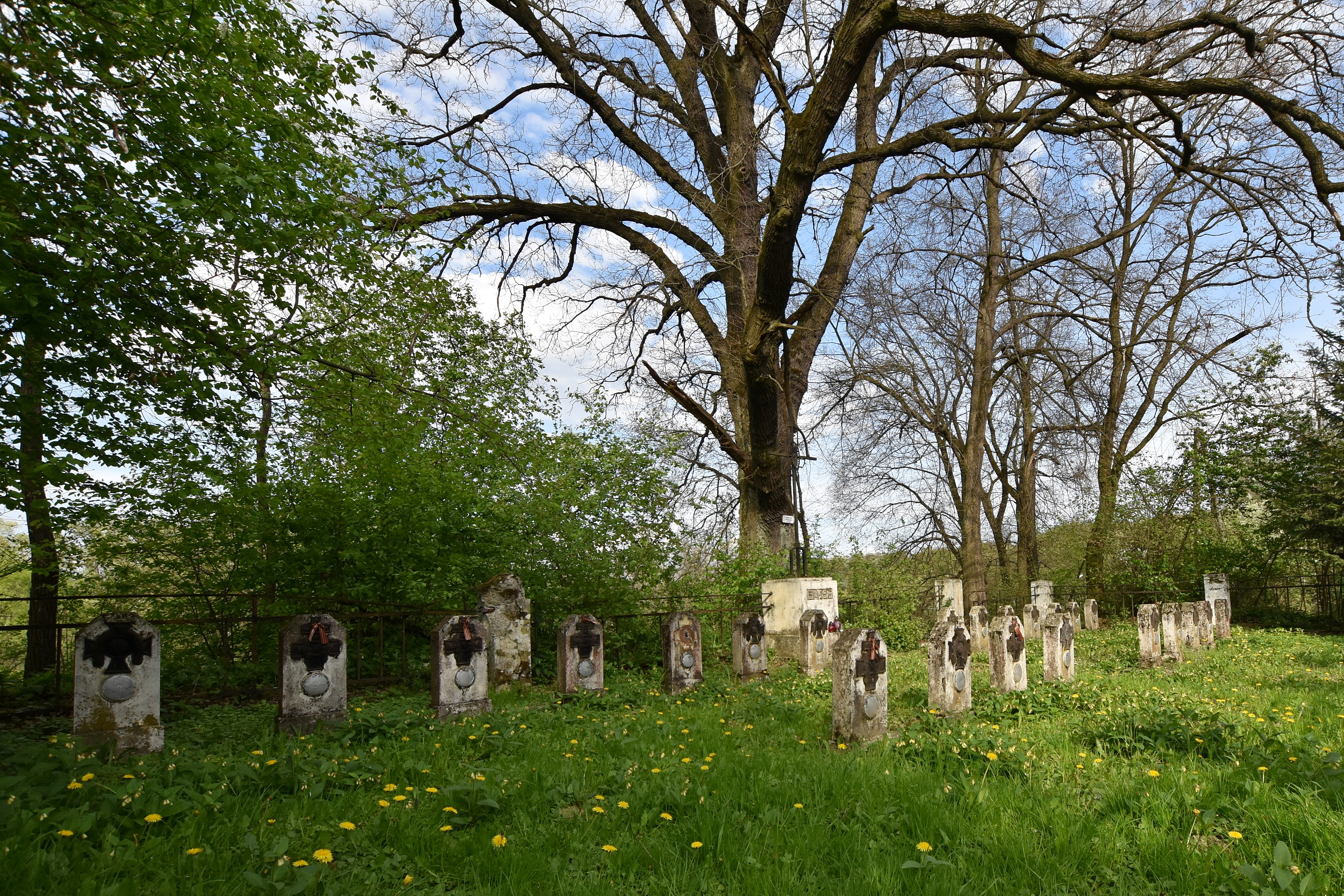
Cmentarz wojenny nr 169

Na terenie wsi znajdują się austriackie cmentarze wojenne z czasów I wojny światowej:
- Cmentarz wojenny nr 169 – Łowczów
- Cmentarz wojenny nr 170 – Łowczów

## Turystyka
Przez Łowczów przebiegają następujące szlaki turystyczne:
Szlak pieszy: Słona Góra (403 m) – Piotrkowice (280 m) – Łowczów (250 m)
(Szlak niebieski: 4,0 km – 1 godz.)
Opis trasy:
Najkrótszy wariant zejścia w dolinę Białej spod szczytu Słonej Góry. Malownicza polana stokowa Słonej Góry ze wspaniałą panoramą Pasma Brzanki. W Piotrkowicach neogotycki kościół Św. Michała Archanioła. W pobliskim Łowczówku cmentarz nr 171 z I wojny światowej – miejsce spoczynku polskich legionistów poległych w grudniu 1914 r.

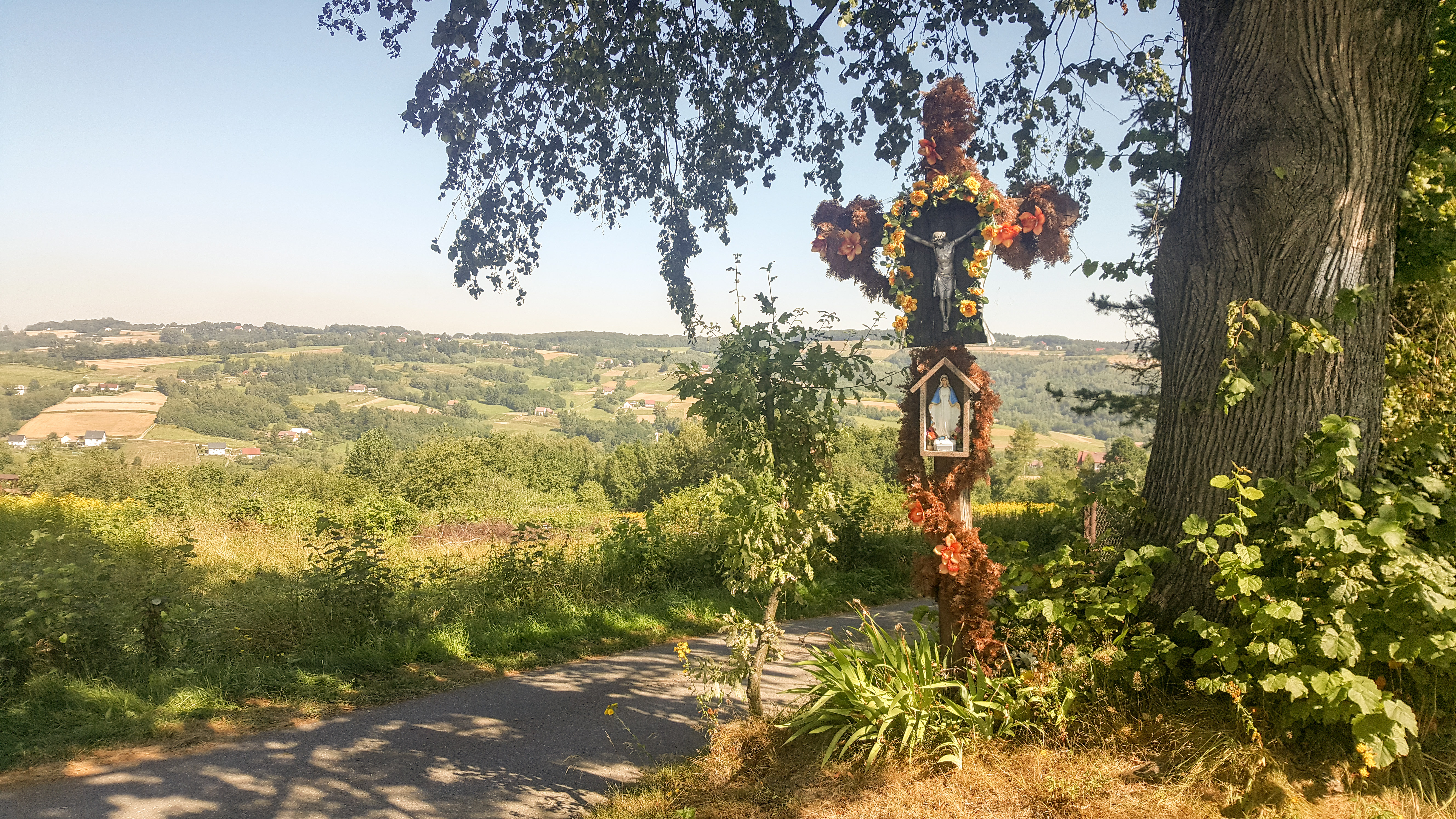
Krzyż przydrożny przy szlaku prowadzącym do Cmentarza Legionistów Polskich w Łowczówku

Trasa rowerowa nr 1 „Legionistów”: Tuchów Rynek – Łowczów – Buchcice – Łowczówek – Zagórze – Meszna Opacka – Tuchów
(kolor zielony: 20 km)
Opis trasy:
Trasa o małym stopniu trudności w większości prowadzi drogami asfaltowymi o małym natężeniu ruchu. Trasa o relaksowo-refleksyjnym charakterze, z punktami widokowymi i licznymi cmentarzami z I wojny światowej.
Sześć cmentarzy z I wojny światowej, cmentarz Legionistów miejsce bitwy pod Łowczówkiem 22 – 25 XII 1914 roku.
Pomniki przyrody. Ośrodek jazdy konnej, przydrożne kapliczki, punkt gastronomiczny.